# Spanyol kopó
A spanyol kopó egy spanyol kutyafajta.

## Történet
Kialakulása az 500-as évekre tehető. Feltehetőleg a föníciaiak honosították meg a térségben, és csak kevéssé alakult át az Ibériai-félsziget külvilágtól elzárt vidékén. Mind a mai napig vadászkutyaként használják. Házőrzőnek vagy családi kedvencnek többnyire nem válik be.  

## Külleme
Marmagassága 46-56 centiméter, tömege 20-25 kilogramm. Megjelenésében hasonlóságot mutat a masztiffokkal és ez a fajta ősei eredetére utal. Két változata ismert. A "de Monte", mintegy 25 kg-ot nyom, marmagassága 56 cm. Durva szálú, fehér alapszínű szőrzetét vörös vagy fekete foltok tarkítják. 
A "Lebrero" változat kisebb, marmagassága nem haladja meg az 51 cm-t és többnyire egyöntetűen vörös színű.  

## Képgaléria

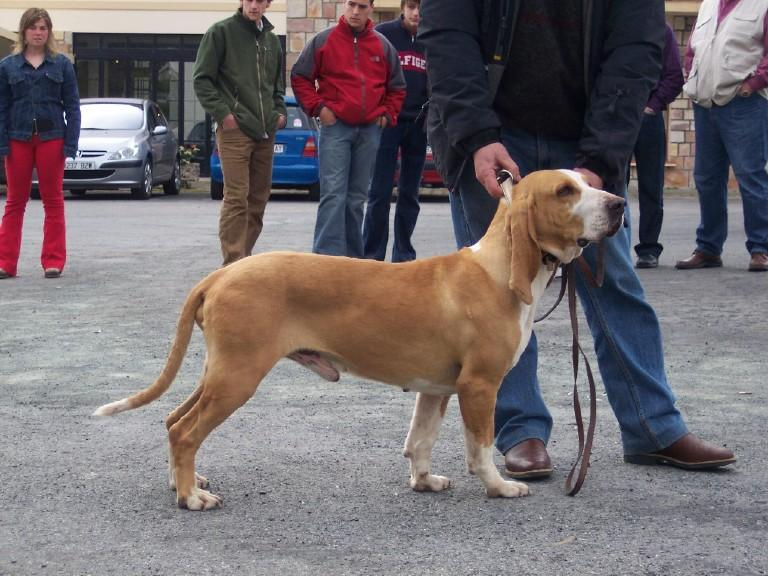
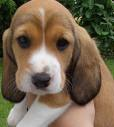
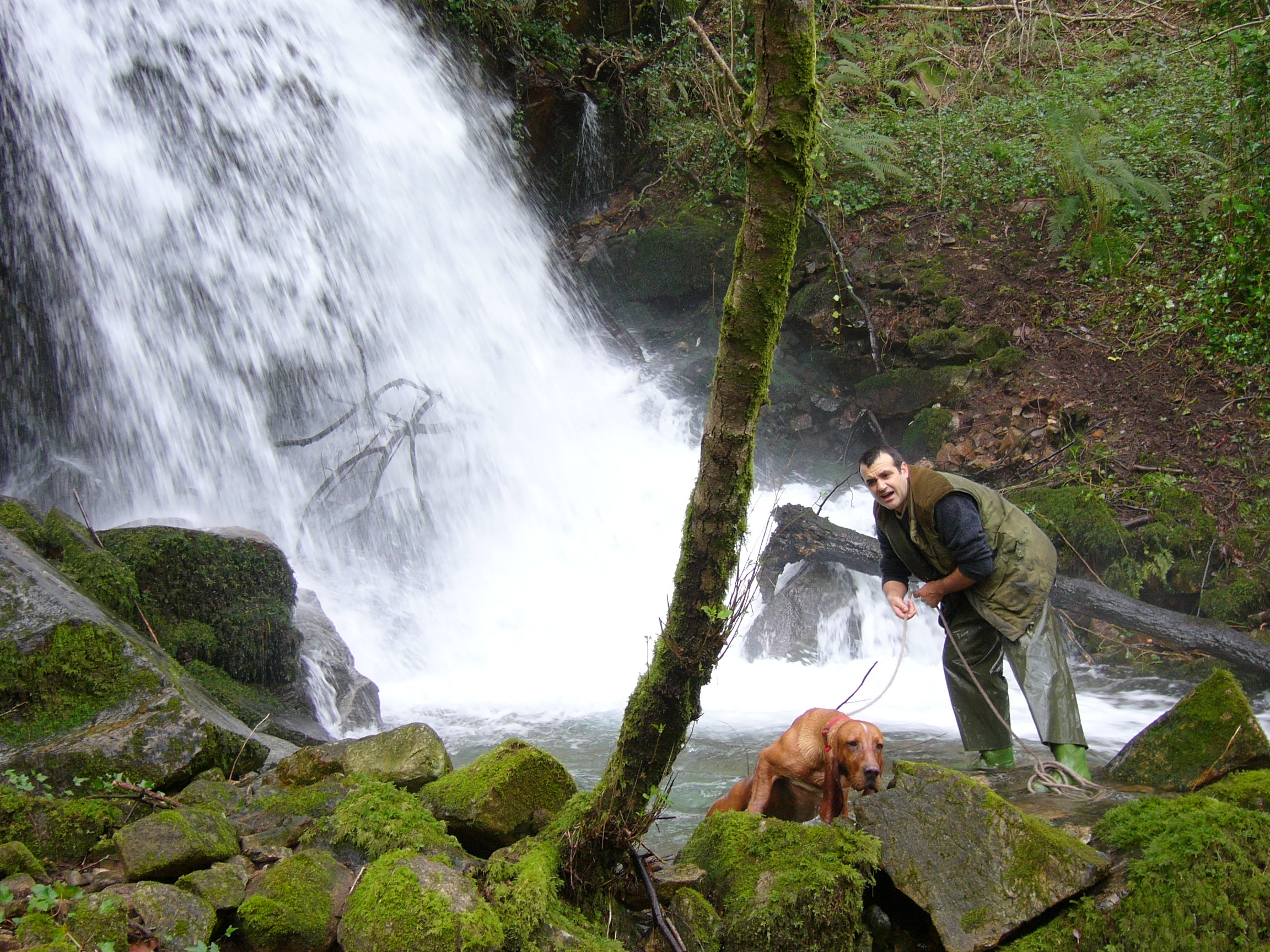
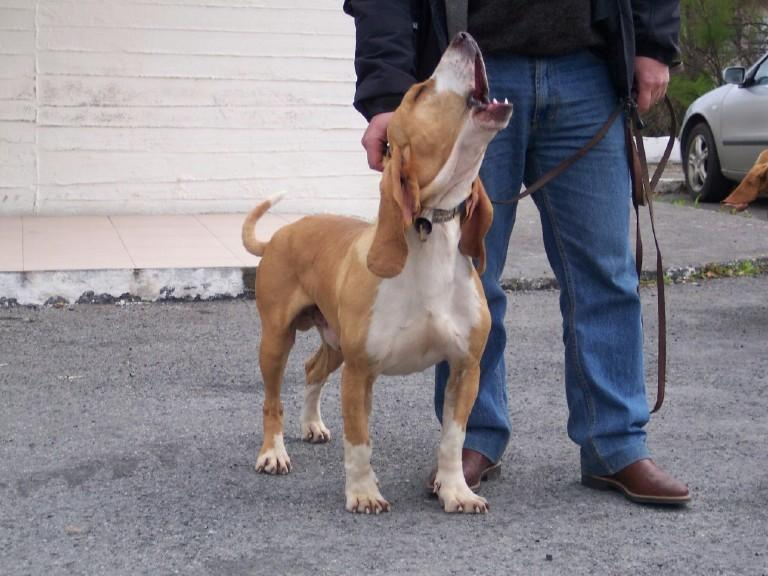

## Jelleme
Energikus, hűséges. 